# الجمعية الأمريكية للأبحاث النفسية
الجمعية الأمريكية للأبحاث النفسية اختصارًا (ASPR) هي أقدم منظمة للأبحاث النفسية في الولايات المتحدة مكرسة لعلم ما وراء النفس. ولديها مكاتب ومكتبة في مدينة نيويورك، وهي مفتوحة لكل من الأعضاء وعامة الجمهور. المجتمع لديه عضوية مفتوحة، أي شخص مهتم بالبحث النفسي مدعو للانضمام. وتُدير موقعًا على شبكة الإنترنت، وتنشر المجلة الفصلية للجمعية الأمريكية للبحوث النفسية.